# Critérium du Québec 1978
Le Critérium du Québec 1978 (6ème Critérium Molson du Québec), disputé du 13 au 17 septembre 1978, est la cinquante-neuvième manche du championnat du monde des rallyes (WRC) courue depuis 1973, et la septième manche du championnat du monde des rallyes 1978. C'est également la onzième des dix-neuf épreuves de la Coupe FIA 1978 des pilotes de rallye, créée l'année précédente.

## Contexte avant la course

### Le championnat du monde

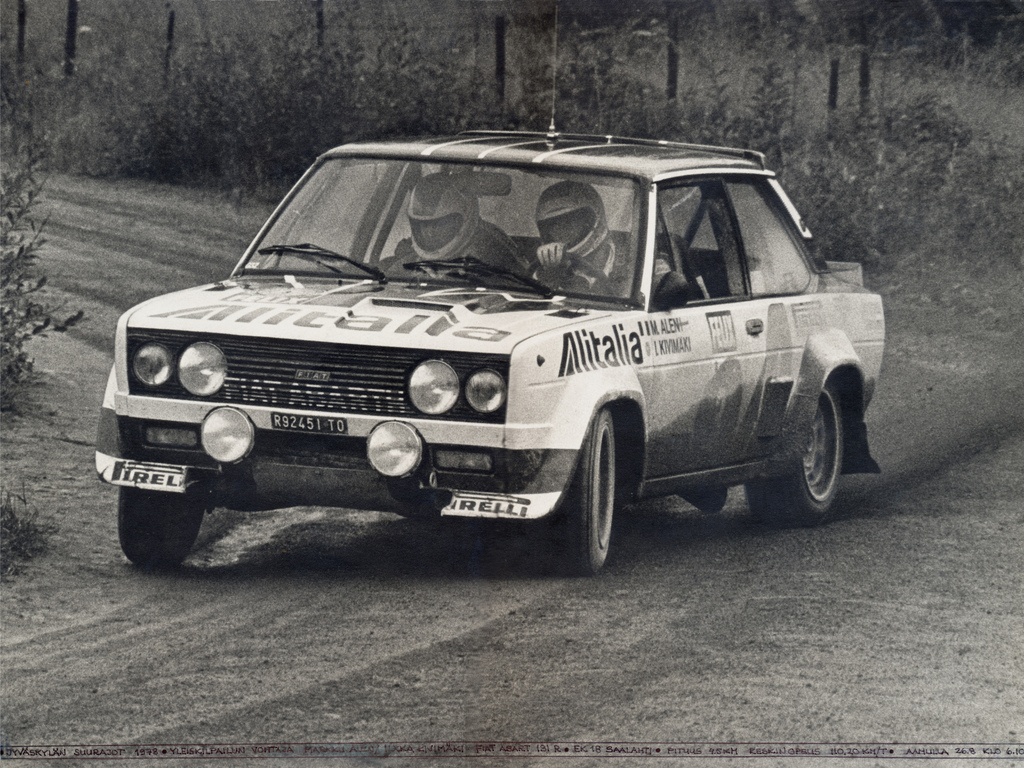
La Fiat 131 Abarth, déjà victorieuse à trois reprises cette saison (ici Alén en Finlande).

Créé en 1973 en remplacement du championnat international des marques, le championnat du monde des rallyes a pour cadre les plus célèbres épreuves routières internationales, telles le Rallye Monte-Carlo ou le Safari. Onze manches sont inscrites au calendrier 1978, réservées aux voitures des catégories suivantes :
- Groupe 1 : voitures de tourisme de série
- Groupe 2 : voitures de tourisme spéciales
- Groupe 3 : voitures de grand tourisme de série
- Groupe 4 : voitures de grand tourisme spéciales

Son principal adversaire Ford ayant réduit à quelques épreuves son programme mondial, Fiat est en passe de remporter de nouveau le titre, la 131 Abarth s'étant déjà imposée à trois reprises cette saison. En l'absence de concurrence de premier plan au Québec, le constructeur italien est pratiquement certain d'obtenir un quatrième succès consécutif cette saison.

#### Coupe FIA des pilotes
La Coupe des pilotes de rallye a été créée en 1977 et s'appuie sur un système de points identique à celui du championnat du monde de Formule 1. Le décompte est toutefois assez complexe, car prenant en compte, en plus des onze manches mondiales, cinq épreuves du championnat d'Europe et trois autres rallyes internationaux, et pénalisant d'un résultat les pilotes n'ayant pas participé au moins une fois au championnat européen. Ce système a permis a Sandro Munari de s'adjuger la coupe 1977, face à son principal rival, Björn Waldegård, qui avait pourtant inscrit plus de points que lui. Pour la saison 1978, c'est Markku Alén, fer de lance de l'équipe Fiat, victorieux au Portugal et en Finlande, qui semble le mieux placé pour l'emporter.

### L'épreuve
Créé en 1973, le critérium du Québec a pour théâtre la région des Laurentides, au nord de Montréal. Le parcours utilise majoritairement des pistes en terre battue, et traverse les parcs naturels provinciaux. Dotée d'une organisation de premier ordre, l'épreuve fait partie du calendrier mondial depuis 1977, une édition remportée par Timo Salonen, sur Fiat 131 Abarth.

## Le parcours

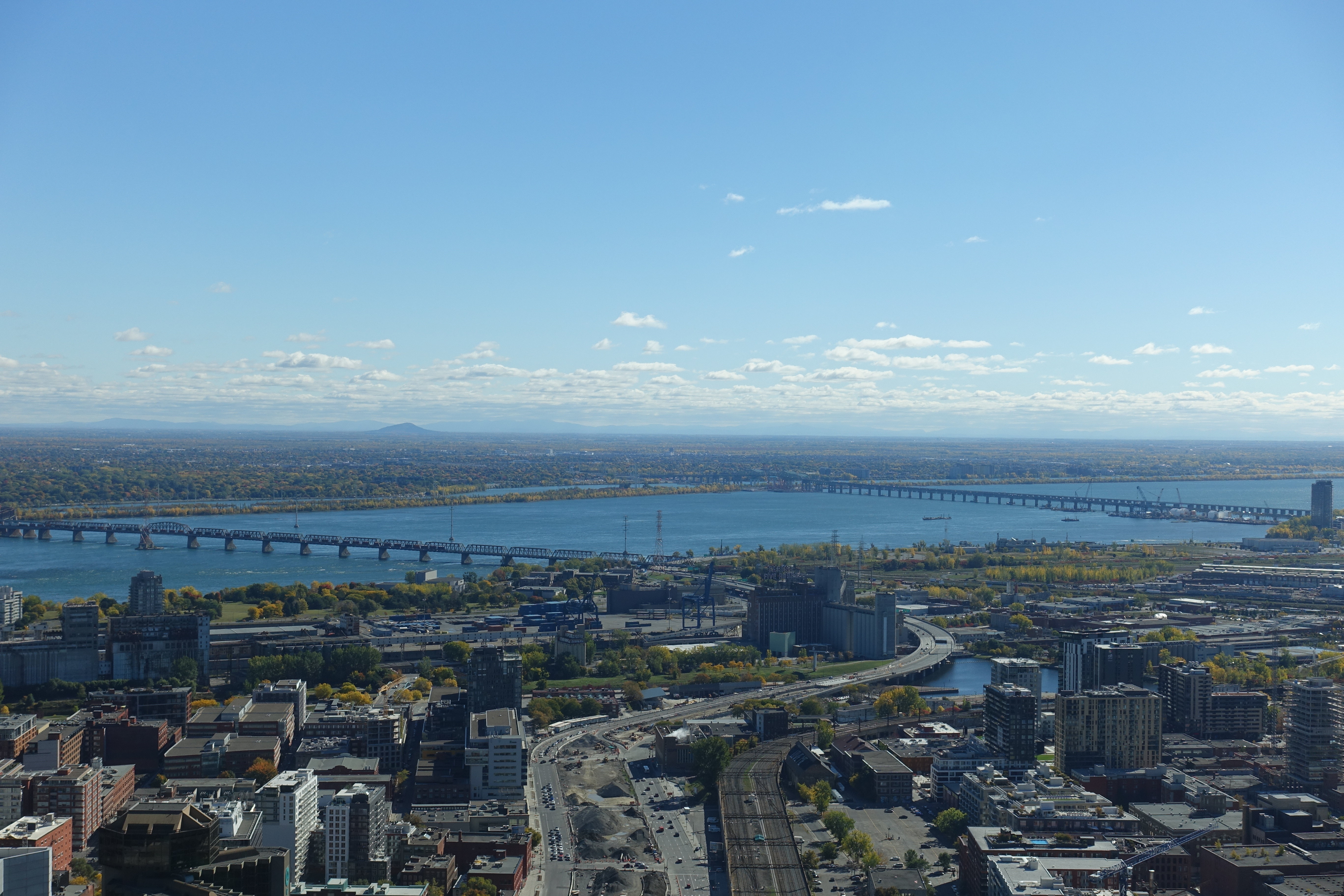
Le départ et l'arrivée du rallye auront lieu à Montréal.

- vérifications techniques : 13 septembre 1978 à Montréal
- départ : 14 septembre 1978 de Montréal
- arrivée : 17 septembre 1978 à Montréal
- distance : environ 1800 km dont 533,7 km sur 14 épreuves spéciales
- surface : majoritairement terre
- Parcours divisé en un prologue et trois étapes

### Prologue
- Montréal - Montréal, le 14 septembre
- 2 épreuves spéciales (4,4 km)

### Première étape
- Montréal - Mont-Tremblant, le 15 septembre
- 4 épreuves spéciales (21,6 km)

### Deuxième étape
- Mont-Tremblant - Mont-Tremblant, le 16 septembre
- 4 épreuves spéciales (188,5 km)

### Troisième étape
- Mont-Tremblant - Montréal, 516 km, le 17 septembre
- 4 épreuves spéciales (319,2 km)

## Les forces en présence
- Fiat

Trois 131 Abarth groupe 4 ont été engagées par l'usine et confiées à Timo Salonen (vainqueur l'année précédente), Markku Alén et Walter Röhrl. Ces voitures, en configuration terre, pèsent un peu moins d'une tonne. Elles sont équipées d'un moteur deux litres, seize soupapes, à injection développant 230 chevaux.
- Triumph

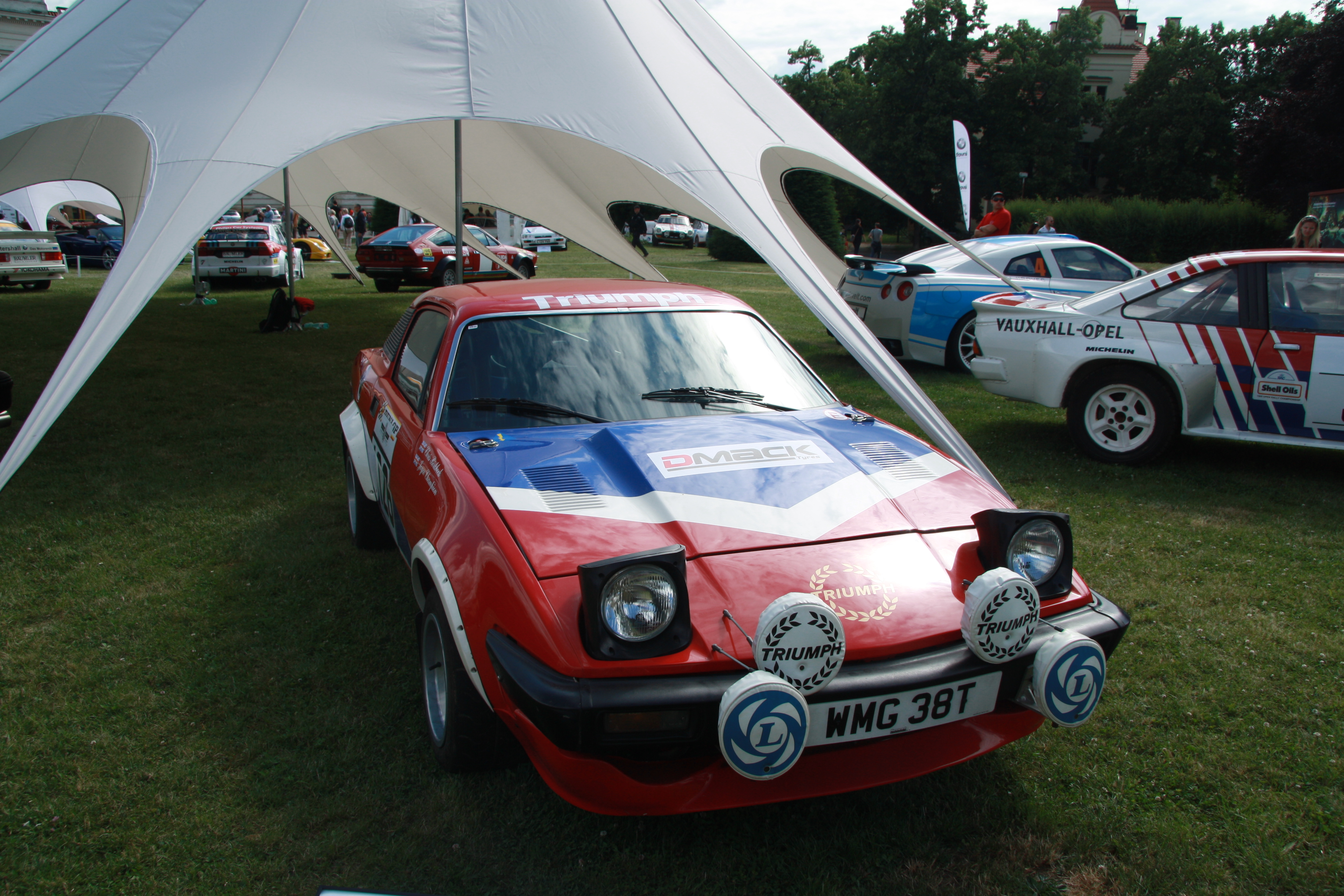
Une TR7 V8 groupe 4 lors d'une manifestation historique.

Le groupe British Leyland dispose de deux Triumph TR7 groupe 4 : une à moteur quatre cylindres deux litres (220 chevaux) pour le pilote local Jean-Paul Pérusse, ainsi qu'une puissante version V8 (285 chevaux) confiée à l’Américain John Buffum.
- Opel

Le Dealer Opel Team a engagé deux Kadett GT/E groupe 2 (deux litres, plus de 180 chevaux) pour les pilotes suédois Anders Kulläng et Bror Danielsson, qui visent la victoire dans leur catégorie.
- Saab

Stig Blomqvist s'aligne sur une Saab 99 EMS groupe 2 officielle. Les pilotes nord-américains Hendrik Blok et Walter Boyce disposent quant à eux de Saab 99 groupe 1.
- Toyota

Taisto Heinonen (Finlandais installé au Canada) a engagé un coupé Toyota Celica groupe 2 (1000 kg, 180 chevaux), un modèle capable de contester aux Opel la victoire de groupe.
- Ford

Ford ne participe pas officiellement à l'épreuve ; c'est à titre privé que Carlos Torrès prend le départ au volant d'une Escort RS2000 groupe 1, un équipage redoutable dans cette catégorie.

## Déroulement de la course
Dès le prologue, le jeudi, les Fiat dominent nettement leurs concurrentes, Markku Alén remportant les deux courtes spéciales du jour devant ses coéquipiers Walter Röhrl et Timo Salonen. Le lendemain, Alén conforte sa position en tête, se montrant de nouveau le plus rapide dans les quatre secteurs chronométrés de la journée, sans toutefois creuser un écart important sur Röhrl. En troisième position, Salonen est légèrement en retrait, tandis qu'Anders Kulläng domine le groupe 2 au volant de son Opel. Les spéciales les plus longues débutent le vendredi, et d'emblée Röhrl efface son retard sur Alén, prenant la tête de l'épreuve, tandis que Salonen est ralenti par une crevaison. Le pilote de la troisième Fiat va de nouveau crever dans le secteur suivant, avant d’abandonner un peu plus tard, différentiel hors d'usage. Röhrl reste en tête au terme de cette seconde étape, précédant Alén et Kulläng. La dernière journée n'apportera pas de changement significatif, Alén préférant assurer sa seconde place qui lui permet d'augmenter son avance au classement de la Coupe FIA des pilotes. Röhrl rallie Montréal sans souci aucun, remportant sa deuxième victoire de la saison, Fiat prenant une sérieuse option sur le titre des constructeurs. Kulläng termine troisième et vainqueur du groupe 2, ayant constamment dominé la Toyota de Taisto Heinonen. Pérusse, cinquième sur sa Triumph, devance à l'arrivée son coéquipier John Buffum, mais ce dernier sera disqualifié par les organisateurs pour être reparti sans casque et sans ceinture dans une spéciale, après avoir perdu une roue. C'est finalement le pilote portugais Carlos Torres, sur Ford Escort, qui hérite de la sixième place, s'adjugeant une nouvelle victoire en groupe 1.

### Classements intermédiaires
Classements intermédiaires des pilotes après chaque épreuve spéciale

### Classement général
| Pos | No | Pilote            | Copilote              | Voiture               | Temps           | Écart             | Groupe |
| --- | -- | ----------------- | --------------------- | --------------------- | --------------- | ----------------- | ------ |
| 1   | 3  | Walter Röhrl      | Christian Geistdörfer | Fiat 131 Abarth       | 4 h 54 min 23 s |                   | 4      |
| 2   | 2  | Markku Alén       | Ilkka Kivimäki        | Fiat 131 Abarth       | 5 h 02 min 56 s | + 8 min 33 s      | 4      |
| 3   | 6  | Anders Kulläng    | Bruno Berglund        | Opel Kadett GT/E      | 5 h 12 min 46 s | + 18 min 23 s     | 2      |
| 4   | 10 | Taisto Heinonen   | John Bellefleur       | Toyota Celica 2000 GT | 5 h 34 min 07 s | + 39 min 44 s     | 2      |
| 5   | 8  | Jean-Paul Pérusse | Louis Bélanger        | Triumph TR7           | 5 h 36 min 56 s | + 42 min 33 s     | 4      |
| 6   | 54 | Carlos Torres     | Pedro de Almeida      | Ford Escort RS2000    | 5 h 58 min 20 s | + 1 h 03 min 57 s | 1      |
| 7   | 42 | Man Bergsteijn    | Dirk Buwalda          | Opel Kadett GT/E      | 6 h 15 min 37 s | + 1 h 21 min 14 s | 2      |
| 8   | 11 | Hendrik Blok      | Gene Hammond          | Saab 99 EMS           | 6 h 24 min 26 s | + 1 h 30 min 03 s | 1      |
| 9   | 57 | Gordon McCallum   | Linda McCallum        | Volkswagen Rabbit     | 6 h 25 min 24 s | + 1 h 31 min 01 s | 1      |
| 10  | 12 | Walter Boyce      | Robin Edwardes        | Saab 99 EMS           | 6 h 29 min 15 s | + 1 h 34 min 52 s | 1      |

### Hommes de tête
- ES1 à ES7 :  Markku Alén -  Ilkka Kivimäki (Fiat 131 Abarth)
- ES8 à ES14 :  Walter Röhrl -  Christian Geistdörfer (Fiat 131 Abarth)

### Vainqueurs d'épreuves spéciales
- Markku Alén -  Ilkka Kivimäki (Fiat 131 Abarth) : 8 spéciales (ES 1 à 6, 9, 13)
- Walter Röhrl -  Christian Geistdörfer (Fiat 131 Abarth) : 7 spéciales (ES 2, 7, 8, 10 à 12, 14)
- Jean-Paul Pérusse -  Louis Bélanger (Toyota Celica 2000 GT) : 1 spéciale (ES 3)
- Timo Salonen -  Erkki Nyman (Fiat 131 Abarth) : 1 spéciale (ES 8)

## Résultats des principaux engagés
| No | Pilote            | Copilote              | Voiture               | Groupe | Classement général                          | Class. groupe |
| -- | ----------------- | --------------------- | --------------------- | ------ | ------------------------------------------- | ------------- |
| 1  | Timo Salonen      | Erkki Nyman           | Fiat 131 Abarth       | 4      | ab. dans la 9e spéciale (différentiel)      | -             |
| 2  | Markku Alén       | Ilkka Kivimäki        | Fiat 131 Abarth       | 4      | 2e à 8 min 33 s                             | 2e            |
| 3  | Walter Röhrl      | Christian Geistdörfer | Fiat 131 Abarth       | 4      | 1er                                         | 1er           |
| 4  | Bror Danielsson   | Bob de Jong           | Opel Kadett GT/E      | 2      | ab. dans la 7e spéciale (moteur)            | -             |
| 5  | Stig Blomqvist    | 'Vicki'               | Saab 99 EMS           | 2      | ab. dans la 6e spéciale (boîte de vitesses) | -             |
| 6  | Anders Kulläng    | Bruno Berglund        | Opel Kadett GT/E      | 2      | 3e à 18 min 23 s                            | 1er           |
| 7  | John Buffum       | Doug Shepherd         | Triumph TR7 V8        | 4      | Disqualifié (6e à l'arrivée)                | -             |
| 8  | Jean-Paul Pérusse | Louis Bélanger        | Triumph TR7           | 4      | 5e à 42 min 33 s                            | 3e            |
| 10 | Taisto Heinonen   | John Bellefleur       | Toyota Celica 2000 GT | 2      | 4e à 39 min 44 s                            | 2e            |
| 11 | Hendrik Blok      | Gene Hammond          | Saab 99 EMS           | 1      | 8e à 1 h 30 min 03 s                        | 2e            |
| 12 | Walter Boyce      | Robin Edwardes        | Saab 99 EMS           | 1      | 10e à 1 h 34 min 52 s                       | 4e            |
| 15 | Alain Coppier     | Jacques Hénuset       | Peugeot 104 ZS        | 2      | ab. dans la 2e étape (boîte de vitesses)    | -             |
| 42 | Man Bergsteijn    | Dirk Buwalda          | Opel Kadett GT/E      | 2      | 7e à 1 h 21 min 14 s                        | 3e            |
| 54 | Carlos Torres     | Pedro de Almeida      | Ford Escort RS2000    | 1      | 6e à 1 h 03 min 57 s                        | 1er           |
| 57 | Gordon McCallum   | Linda McCallum        | Volkswagen Rabbit     | 1      | 9e à 1 h 31 min 01 s                        | 3e            |

## Classement du championnat à l'issue de la course
- attribution des points : 10, 9, 8, 7, 6, 5, 4, 3, 2, 1 respectivement aux dix premières marques de chaque épreuve, additionnés de 8, 7, 6, 5, 4, 3, 2, 1 respectivement aux huit premières de chaque groupe (seule la voiture la mieux classée de chaque constructeur marque des points). Les points de groupe ne sont attribués qu'aux concurrents ayant terminé dans les dix premiers au classement général.
- seuls les huit meilleurs résultats (sur onze épreuves) sont retenus pour le décompte final des points.

| Pos. | Marque        | Points | M-C  | SUE  | SAF  | POR  | ACR  | FIN  | QUE  | SAN | BAN | COR | RAC |
| ---- | ------------- | ------ | ---- | ---- | ---- | ---- | ---- | ---- | ---- | --- | --- | --- | --- |
| 1    | Fiat          | 100    | 7+7  | 8+6  | -    | 10+8 | 10+8 | 10+8 | 10+8 |     |     |     |     |
| 2    | Opel          | 74     | 2+8  | 4+8  | -    | 6+7  | 6+6  | 4+7  | 8+8  |     |     |     |     |
| 3    | Ford          | 69     | -    | 10+8 | 3+4  | 9+7  | 4+5  | 3+3  | 5+8  |     |     |     |     |
| 4    | Porsche       | 53     | 10+8 | -    | 9+7  | 2+5  | -    | 7+5  | -    |     |     |     |     |
| 5    | Toyota        | 50     | -    | -    | -    | 7+8  | 3+5  | 5+8  | 7+7  |     |     |     |     |
| 6    | Datsun        | 32     | -    | -    | 9+7  | -    | 8+8  | -    | -    |     |     |     |     |
| 7    | Lancia        | 31     | 4+4  | 7+5  | -    | -    | 5+6  | -    | -    |     |     |     |     |
| 8    | Peugeot       | 27     | -    | -    | 10+8 | 4+5  | -    | -    | -    |     |     |     |     |
| 9    | Saab          | 18     | -    | 2+6  | -    | -    | -    | -    | 3+7  |     |     |     |     |
| 10   | Renault       | 17     | 9+8  | -    | -    | -    | -    | -    | -    |     |     |     |     |
| 10=  | Volkswagen    | 17     | -    | 1+8  | -    | -    | -    | -    | 2+6  |     |     |     |     |
| 12   | Triumph       | 12     | -    | -    | -    | -    | -    | -    | 6+6  |     |     |     |     |
| 12=  | Mercedes-Benz | 12     | -    | -    | 5+7  | -    | -    | -    | -    |     |     |     |     |
| 14   | Volvo         | 10     | -    | 3+7  | -    | -    | -    | -    | -    |     |     |     |     |
| 15   | Škoda         | 6      | -    | -    | -    | -    | 2+4  | -    | -    |     |     |     |     |
| 16   | Mitsubishi    | 5      | -    | -    | 1+4  | -    | -    | -    | -    |     |     |     |     |
| 17   | Lada          | 4      | -    | -    | -    | -    | 1+3  | -    | -    |     |     |     |     |

### Classement provisoire de la Coupe FIA des pilotes
- attribution des points : 9, 6, 4, 3, 2, 1 respectivement aux six premiers de chaque épreuve. Sont retenus pour le décompte final les cinq meilleurs résultats des onze épreuves mondiales (catégorie A), les deux meilleurs résultats des cinq rallyes sélectifs du Championnat d'Europe (catégorie B) et le meilleur résultat parmi les trois autres rallyes sélectifs (catégorie C).

| Pos. | Pilote              | Marque                    | Points | M-C (A) | ARC (B) | SUE (A) | SAF (A) | POR (A) | ACR (A) | SCO (B) | POL (B) | FIN (A) | NZ (C) | QUE (A) | TdF (B) | SAN (A) | GIR (C) | AUS (C) | ESP (B) | BAN (A) | COR (A) | RAC (A) |
| ---- | ------------------- | ------------------------- | ------ | ------- | ------- | ------- | ------- | ------- | ------- | ------- | ------- | ------- | ------ | ------- | ------- | ------- | ------- | ------- | ------- | ------- | ------- | ------- |
| 1    | Markku Alén         | Fiat                      | 38     | -       | 4       | 4       | -       | 9       | 6       | -       | -       | 9       | -      | 6       |         |         |         |         |         |         |         |         |
| 2    | Jean-Pierre Nicolas | Porsche, Peugeot¹ & Ford² | 22     | 9       | -       | -       | 9¹      | 4²      | -       | -       | -       | -       | -      | -       |         |         |         |         |         |         |         |         |
| 3    | Walter Röhrl        | Fiat                      | 21     | 3       | -       | -       | -       | -       | 9       | -       | -       | -       | -      | 9       |         |         |         |         |         |         |         |         |
| 3=   | Hannu Mikkola       | Ford                      | 21     | -       | -       | 6       | -       | 6       | -       | 9       | -       | -       | -      | -       |         |         |         |         |         |         |         |         |
| 5    | Björn Waldegård     | Ford & Porsche¹           | 12     | -       | -       | 9       | 3¹      | -       | -       | -       | -       | -       | -      | -       |         |         |         |         |         |         |         |         |
| 6    | Ari Vatanen         | Ford                      | 11     | -       | 9       | 2       | -       | -       | -       | -       | -       | -       | -      | -       |         |         |         |         |         |         |         |         |
| 7    | Pentti Airikkala    | Vauxhall                  | 10     | -       | -       | -       | -       | -       | -       | 6       | -       | 4       | -      | -       |         |         |         |         |         |         |         |         |
| 8    | Antonio Zanini      | Fiat                      | 9      | -       | -       | -       | -       | -       | -       | -       | 9       | -       | -      | -       |         |         |         |         |         |         |         |         |
| 8=   | Russell Brookes     | Ford                      | 9      | -       | -       | -       | -       | -       | -       | -       | -       | -       | 9      | -       |         |         |         |         |         |         |         |         |